# 米山高範
米山 高範（よねやま たかのり、1929年5月30日 - 2014年2月16日）は、日本の技術者、実業家。コニカ代表取締役社長、同社代表取締役会長、日本科学技術連盟理事長、日本品質管理学会会長などを務めた。アメリカ品質学会（ASQ）功績賞、デミング賞本賞受賞。

## 人物・経歴
東京市本所区（現墨田区）生まれ。府立七校（現東京都立墨田川高等学校）在学中に東京大空襲で家が焼失し、学生寮のある横浜工業専門学校（現横浜国立大学）に入学。1953年東京工業大学電気化学科卒業。大学では品質管理の水野滋教授に師事した。
1953年小西六写真工業（現コニカミノルタ）入社。八王子工場品質保証課長を経て、生産本部本部長付主任部員在任中に出版した著書『品質管理のはなし』で日経品質管理文献賞受賞。生産本部本部長付部長、経営企画室部長兼ユービックス事業部企画室部長、ユービックス販売本部長兼ユービックス事業部企画室長、八王子工場長を経て、1980年取締役販売総括本部欧州総支配人に昇格。
1981年小西六取締役企画本部長。1982年常務取締役品質管理本部長。1983年東京工業大学大学院非常勤講師。1983年常務取締役事務機事業部長。1984年常務取締役複写機事業本部長。1985年常務取締役機器事業本部本部長室長。1986年代表取締役専務（総合企画室、経理部、システム管理部、秘書室、カメラ生産事業部、MD事業推進室担当）。1988年日本品質管理学会理事。
1990年コニカ代表取締役社長、藍綬褒章受章。1993年日本品質管理学会副会長。1994年デミング賞本賞受賞。1995年日本品質管理学会会長、日本科学技術連盟理事、東京工芸大学理事。1996年コニカ代表取締役会長、日本品質管理学会顧問、アジア・太平洋品質組織 Walter L. Hurd Executive Medal 受章。1998年東京理科大学経営工学科非常勤講師、アメリカ品質学会（ASQ）Ishikawa Medal 受章。
1999年日本品質管理学会名誉会員、勲三等旭日中綬章受章。2001年コニカ取締役相談役。2002年コニカ取締役。2003年コニカミノルタホールディングス名誉顧問。2004年日本科学技術連盟理事長。2005年ビジネス・ブレークスルー大学大学院品質経営教授。2007年コニカミノルタ画像科学振興財団理事長。アメリカ品質学会（ASQ）功績賞受賞。2014年肺炎のため死去。享年84。正五位。

## 著書
- 『分散分析法入門』（石川馨と共著）日本科学技術連盟 1967
- 『現場の事典 : これだけは知っておこう』日科技連出版社 1971
- 『一分間スピーチ : 朝礼・夕礼のすすめ方』日科技連出版社 1973
- 『データは語る』日科技連 1974
- 『品質管理のはなし』日科技連出版社 1969、改訂版1979
- 『話しの作法 : 正しく話すための心がまえ』日科技連出版社 1972
- 『生活のなかの数学シリーズ 10』日科技連 1974
- 『コニカにおける環境マネジメントの実際』（監修）日科技連出版社 1997